# Al Mizhar
Al Mamzar è un quartiere di Dubai. Al Mizhar è diviso in due comunità secondarie: Al Mizhar 1 e Al Mizhar 2.

## Geografia fisica
Al Mizhar, che letteralmente significa il fiore, è una delle località a sud est della Dubai. Confina a sud con Mirdif e ad ovest dal Muhaisnah. Al Mizhar è delimitata a nord dalla D 93 (Al Tunisi Road) e verso sud dalla D 89 (Al Khawaneej Road).
La parte nord-est della località è residenziale.
Il quartiere è suddiviso in due sotto-comunità: 
- Al Mamzar First (codice comunità 262);
- Al Mamzar Second (codice comunità 263).